# Cá giống dài lưỡi cày
Cá giống dài lưỡi cày, tên khoa học Rhinobatos schlegelii, là một loài cá đuối thuộc họ Rhinobatidae. Chúng có thường có chiều dài trung bình là 1 đến 2 mét.